# Tamburica
Een tamburica of tamburitza is een vijfsnarig snaarinstrument dat ingedeeld wordt bij de langhalsluiten. Het instrument wordt met name gebruikt in Kroatië waar het als 'nationaal' instrument te boek staat. Ook in het zuiden van Hongarije en de Servië wordt de tamburica wel gebruikt. Opvallend aan de tamburica is de afwezigheid van een centraal klankgat; in plaats daarvan zijn in het bovenblad een aantal kleine gaatjes aanwezig.
Er zijn een aantal naamverwante instrumenten zoals  tambura uit Bulgarije en de tanpura uit India.   
In een tamburica-orkest worden een aantal tamburitsa's van verschillende afmeting en stemming gebruikt. De samica in twee afmetingen als melodie-instrument, de kontra als akkoordbegeleidingsinstrument. Soms wordt daar nog een vijfsnarige kleine gitaar en een bas-tamburica, een contrabas voorzien van fretten bij gebruikt.

Tamburica's
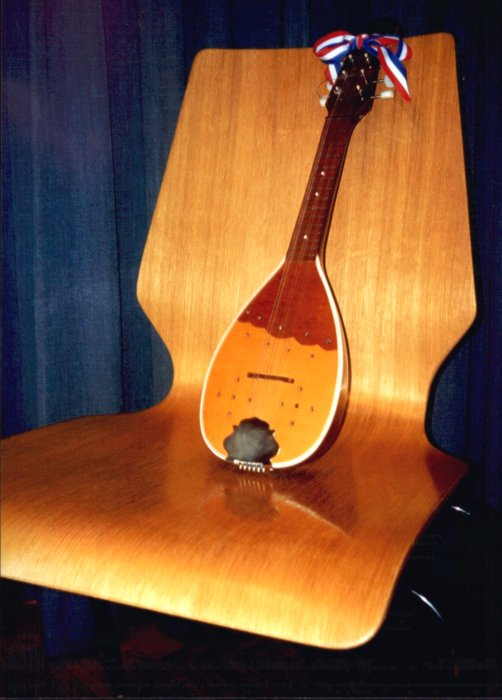
prim (bisernica)
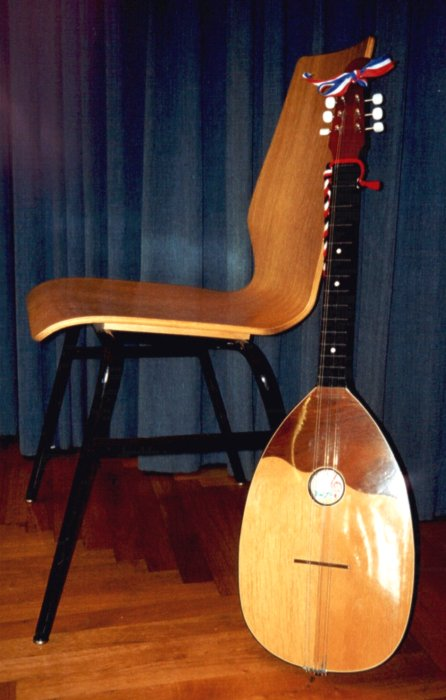
bas-prim (brač)
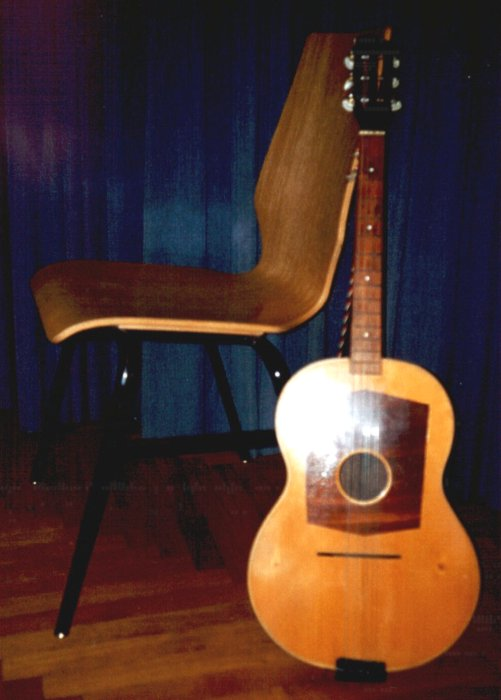
čelović
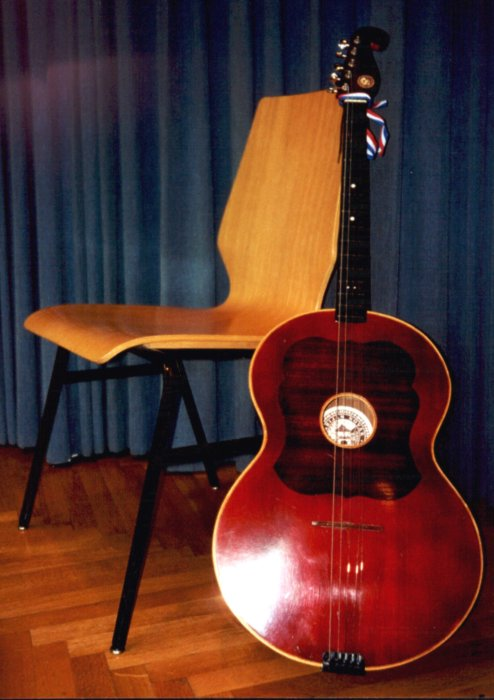
bugarija (kontra)
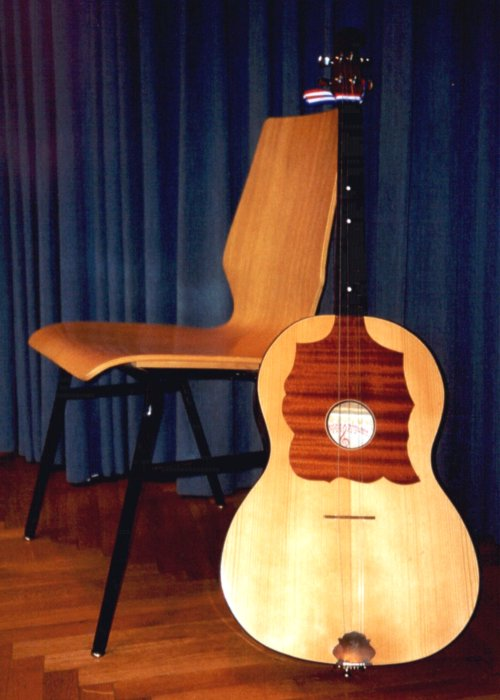
čelo
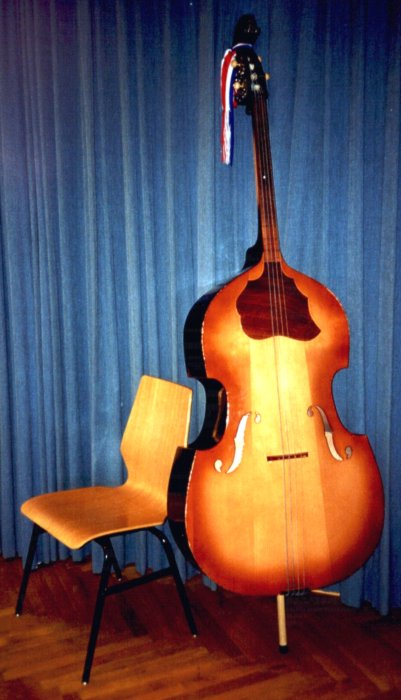
bas (berda, begeš)